# Champions Hockey League 2018-2019
La Champions Hockey League 2018-2019 è stata la quinta edizione della massima competizione europea di hockey su ghiaccio.

## Formula
Le 32 squadre partecipanti sono state suddivise in 8 gironi da 4 squadre ciascuno. Ogni squadra affronterà le altre del proprio girone per due volte, una in casa ed una in trasferta.
Le prime due classificate di ogni girone si qualificheranno per gli ottavi di finale dei play-off. Ottavi di finale, quarti di finale e semifinali verranno giocati con gare di andata e ritorno, mentre la finale sarà disputata in gara unica.

## Partecipanti
Parteciperanno un totale di 32 squadre. Oltre alla vincitrice della Continental Cup 2017-2018, vi prendono parte 24 squadre provenienti dalle sei leghe fondatrici (5 ciascuno dalla Svenska Hockeyligan e dalla Liiga, 4 ciascuno dalla National League e dalla Extraliga ceca, 3 ciascuno dalla Deutsche Eishockey-Liga e dalla EBEL) e le squadre campioni nazionali di Ligue Magnus, GET-ligaen, Metal Ligaen, Extraliga slovacca, Elite Ice Hockey League, Extraliga bielorussa e Ekstraliga.
Per le squadre provenienti dalle leghe fondatrici, i criteri di qualificazione sono i seguenti:
1. Campione della lega
2. Vincitore della stagione regolare
3. Secondo posto stagione regolare
4. Finalista play-off
5. Miglior semifinalista play-off in stagione regolare
6. Peggior semifinalista play-off in stagione regolare
7. Terzo posto stagione regolare
8. Quarto posto stagione regolare
9. Quinto posto stagione regolare

### Squadre qualificate
| Squadra                | Città             | Lega                    | Qualificazione                    | Partecipazione | Miglior risultato in CHL |
| ---------------------- | ----------------- | ----------------------- | --------------------------------- | -------------- | ------------------------ |
| JYP                    | Jyväskylä         | SM-liiga                | Vincitore CHL 2018                | 5ª             | Campione                 |
| Växjö Lakers           | Växjö             | Svenska Hockeyligan     | Campione di Svezia                | 5ª             | Finale                   |
| Djurgårdens IF         | Stoccolma         | Svenska Hockeyligan     | Secondo posto stagione regolare   | 4ª             | Ottavi di finale         |
| Skellefteå AIK         | Skellefteå        | Svenska Hockeyligan     | Finalista play-off                | 4ª             | Semifinale               |
| Malmö Redhawks         | Malmö             | Svenska Hockeyligan     | Semifinalista play-off            | 2ª             | Ottavi di finale         |
| Frölunda HC            | Göteborg          | Svenska Hockeyligan     | Terzo posto stagione regolare     | 5ª             | Campione                 |
| Kärpät                 | Oulu              | SM-liiga                | Campione                          | 4ª             | Finale                   |
| TPS                    | Turku             | SM-liiga                | Secondo posto stagione regolare   | 5ª             | Quarti di finale         |
| Tappara Tampere        | Tampere           | SM-liiga                | Finalista play-off                | 5ª             | Ottavi di finale         |
| HIFK                   | Helsinki          | SM-liiga                | Semifinalista play-off            | 5ª             | Quarti di finale         |
| Kometa Brno            | Brno              | Extraliga ceca          | Campione                          | 2ª             | Quarti di finale         |
| HC Plzeň               | Plzeň             | Extraliga ceca          | Vincitore della stagione regolare | 2ª             | Sedicesimi di finale     |
| Mountfield HK          | Hradec Králové    | Extraliga ceca          | Secondo posto stagione regolare   | 2ª             | Gironi                   |
| Oceláři Třinec         | Třinec            | Extraliga ceca          | Finalista play-off                | 4ª             | Semifinali               |
| ZSC Lions              | Zurigo            | National League         | Campione                          | 5ª             | Quarti di finale         |
| SC Bern                | Berna             | National League         | Vincitore della stagione regolare | 5ª             | Quarti di finale         |
| EV Zug                 | Zugo              | National League         | Secondo posto stagione regolare   | 5ª             | Ottavi di finale         |
| HC Lugano              | Lugano            | National League         | Finalista play-off                | 2ª             | Ottavi di finale         |
| Red Bull München       | Monaco di Baviera | Deutsche Eishockey Liga | Campione                          | 4ª             | Ottavi di finale         |
| Eisbären Berlin        | Berlino           | Deutsche Eishockey Liga | Secondo posto stagione regolare   | 4ª             | Ottavi di finale         |
| Nürnberg Ice Tigers    | Norimberga        | Deutsche Eishockey Liga | Semifinalista play-off            | 1ª             | -                        |
| HC Bolzano             | Bolzano           | EBEL                    | Campione                          | 2ª             | Gironi                   |
| Vienna Capitals        | Vienna            | EBEL                    | Vincitore della stagione regolare | 5ª             | Ottavi di finale         |
| Red Bull Salzburg      | Salisburgo        | EBEL                    | Secondo posto stagione regolare   | 5ª             | Ottavi di finale         |
| Yunost Minsk           | Minsk             | Extraliga bielorussa    | Vincitore della Continental Cup   | 2ª             | Sedicesimi di finale     |
| Neman Hrodna           | Hrodna            | Extraliga bielorussa    | Campione                          | 3ª             | Gironi                   |
| HC '05 Banská Bystrica | Banská Bystrica   | Extraliga slovacca      | Campione                          | 2ª             | Gironi                   |
| Storhamar Ishockey     | Hamar             | GET-ligaen              | Campione                          | 2ª             | Ottavi di finale         |
| Cardiff Devils         | Cardiff           | Elite Ice Hockey League | Campione                          | 2ª             | Gironi                   |
| Aalborg Pirates        | Aalborg           | Metal Ligaen            | Campioni                          | 1ª             | -                        |
| Dragons de Rouen       | Rouen             | Ligue Magnus            | Campioni                          | 2ª             | Gironi                   |
| GKS Tychy              | Tychy             | Ekstraliga              | Campioni                          | 1ª             | -                        |

## Gironi

### Girone A
| Pos | Squadra         | G | V | VS | PS | P | GF | GS | DG  | Pt | Qualificazione          |     | FHC      | ZSC | VIC | ABP      |
| --- | --------------- | - | - | -- | -- | - | -- | -- | --- | -- | ----------------------- | --- | -------- | --- | --- | -------- |
| 1   | Frölunda HC     | 6 | 4 | 0  | 1  | 1 | 22 | 11 | +11 | 13 | Qualificate ai play-off |     | —        | 4–2 | 1–4 | 6–0      |
| 2   | ZSC Lions       | 6 | 3 | 2  | 0  | 1 | 26 | 18 | +8  | 13 | Qualificate ai play-off |     | 3–2 (SO) | —   | 7–4 | 6–5 (OT) |
| 3   | Vienna Capitals | 6 | 2 | 0  | 1  | 3 | 19 | 22 | −3  | 7  |                         |     | 1–4      | 2–6 | —   | 2–3 (OT) |
| 4   | Aalborg Pirates | 6 | 0 | 1  | 1  | 4 | 11 | 27 | −16 | 3  |                         | 1–5 | 1–2      | 1–6 | —   |          |

### Girone B
| Pos | Squadra          | G | V | VS | PS | P | GF | GS | DG | Pt | Qualificazione          |     | MAL | RBM | TPS | YUN |
| --- | ---------------- | - | - | -- | -- | - | -- | -- | -- | -- | ----------------------- | --- | --- | --- | --- | --- |
| 1   | Malmö Redhawks   | 6 | 4 | 0  | 0  | 2 | 24 | 16 | +8 | 12 | Qualificate ai play-off |     | —   | 6–1 | 8–4 | 4–1 |
| 2   | Red Bull München | 6 | 4 | 0  | 0  | 2 | 19 | 17 | +2 | 12 | Qualificate ai play-off |     | 3–2 | —   | 5–1 | 4–3 |
| 3   | TPS              | 6 | 2 | 0  | 0  | 4 | 15 | 21 | −6 | 6  |                         |     | 1–2 | 5–3 | —   | 3–1 |
| 4   | Yunost Minsk     | 6 | 2 | 0  | 0  | 4 | 13 | 17 | −4 | 6  |                         | 6–2 | 0–3 | 2–1 | —   |     |

### Girone C
| Pos | Squadra        | G | V | VS | PS | P | GF | GS | DG  | Pt | Qualificazione          |     | SKE      | HCB      | HIFK     | GKS |
| --- | -------------- | - | - | -- | -- | - | -- | -- | --- | -- | ----------------------- | --- | -------- | -------- | -------- | --- |
| 1   | Skellefteå AIK | 6 | 4 | 0  | 2  | 0 | 27 | 13 | +14 | 14 | Qualificate ai play-off |     | —        | 2–1      | 3–4 (OT) | 6–2 |
| 2   | HC Bolzano     | 6 | 2 | 2  | 0  | 2 | 20 | 16 | +4  | 10 | Qualificate ai play-off |     | 4–3 (SO) | —        | 4–1      | 6–4 |
| 3   | HIFK           | 6 | 2 | 1  | 1  | 2 | 14 | 18 | −4  | 9  |                         |     | 1–5      | 1–2 (SO) | —        | 2–1 |
| 4   | GKS Tychy      | 6 | 1 | 0  | 0  | 5 | 16 | 30 | −14 | 3  |                         | 1–8 | 5–3      | 3–5      | —        |     |

### Girone D
| Pos | Squadra         | G | V | VS | PS | P | GF | GS | DG  | Pt | Qualificazione          |     | EVZ | KOM | BER | NEM      |
| --- | --------------- | - | - | -- | -- | - | -- | -- | --- | -- | ----------------------- | --- | --- | --- | --- | -------- |
| 1   | EV Zug          | 6 | 5 | 0  | 1  | 0 | 22 | 12 | +10 | 16 | Qualificate ai play-off |     | —   | 2–1 | 6–1 | 2–3 (OT) |
| 2   | Kometa Brno     | 6 | 3 | 0  | 0  | 3 | 18 | 16 | +2  | 9  | Qualificate ai play-off |     | 2–3 | —   | 4–3 | 6–2      |
| 3   | Eisbären Berlin | 6 | 2 | 0  | 0  | 4 | 17 | 21 | −4  | 6  |                         |     | 3–5 | 2–3 | —   | 4–1      |
| 4   | Neman Hrodna    | 6 | 1 | 1  | 0  | 4 | 14 | 22 | −8  | 5  |                         | 2–4 | 4–2 | 2–4 | —   |          |

### Girone E
| Pos | Squadra        | G | V | VS | PS | P | GF | GS | DG  | Pt | Qualificazione          |     | TAP      | STO | DIF      | TRI      |
| --- | -------------- | - | - | -- | -- | - | -- | -- | --- | -- | ----------------------- | --- | -------- | --- | -------- | -------- |
| 1   | Tappara        | 6 | 4 | 1  | 1  | 0 | 29 | 12 | +17 | 15 | Qualificate ai play-off |     | —        | 6–1 | 5–1      | 3–2 (OT) |
| 2   | Storhamar      | 6 | 2 | 1  | 1  | 2 | 17 | 20 | −3  | 9  | Qualificate ai play-off |     | 3–2 (SO) | —   | 2–3 (OT) | 6–2      |
| 3   | Djurgårdens IF | 6 | 2 | 1  | 0  | 3 | 21 | 19 | +2  | 8  |                         |     | 3–5      | 5–2 | —        | 3–4      |
| 4   | Oceláři Třinec | 6 | 1 | 0  | 1  | 4 | 13 | 29 | −16 | 4  |                         | 2–8 | 2–3      | 1–6 | —        |          |

### Girone F
| Pos | Squadra             | G | V | VS | PS | P | GF | GS | DG  | Pt | Qualificazione          |          | KAR | DRA | NIT | MHK      |
| --- | ------------------- | - | - | -- | -- | - | -- | -- | --- | -- | ----------------------- | -------- | --- | --- | --- | -------- |
| 1   | Kärpät              | 6 | 4 | 1  | 0  | 1 | 27 | 14 | +13 | 14 | Qualificate ai play-off |          | —   | 4–0 | 9–3 | 3–2      |
| 2   | Dragons de Rouen    | 6 | 3 | 0  | 0  | 3 | 15 | 15 | 0   | 9  | Qualificate ai play-off |          | 2–4 | —   | 4–2 | 2–0      |
| 3   | Nürnberg Ice Tigers | 6 | 2 | 1  | 0  | 3 | 17 | 25 | −8  | 8  |                         |          | 4–3 | 2–5 | —   | 4–3 (OT) |
| 4   | Mountfield HK       | 6 | 1 | 0  | 2  | 3 | 12 | 17 | −5  | 5  |                         | 3–4 (OT) | 3–2 | 1–2 | —   |          |

### Girone G
| Pos | Squadra           | G | V | VS | PS | P | GF | GS | DG  | Pt | Qualificazione          |     | RBS      | SCB      | VLH | CAR |
| --- | ----------------- | - | - | -- | -- | - | -- | -- | --- | -- | ----------------------- | --- | -------- | -------- | --- | --- |
| 1   | Red Bull Salzburg | 6 | 4 | 0  | 1  | 1 | 18 | 15 | +3  | 13 | Qualificate ai play-off |     | —        | 2–1      | 4–3 | 4–2 |
| 2   | SC Bern           | 6 | 3 | 2  | 0  | 1 | 15 | 11 | +4  | 13 | Qualificate ai play-off |     | 2–1 (SO) | —        | 4–3 | 3–2 |
| 3   | Växjö Lakers      | 6 | 2 | 1  | 0  | 3 | 21 | 18 | +3  | 8  |                         |     | 5–2      | 1–2      | —   | 3–1 |
| 4   | Cardiff Devils    | 6 | 0 | 0  | 2  | 4 | 14 | 24 | −10 | 2  |                         | 2–5 | 2–3 (OT) | 5–6 (OT) | —   |     |

### Girone H
| Pos | Squadra                | G | V | VS | PS | P | GF | GS | DG  | Pt | Qualificazione          |          | HCP | LUG | JYP | BAB |
| --- | ---------------------- | - | - | -- | -- | - | -- | -- | --- | -- | ----------------------- | -------- | --- | --- | --- | --- |
| 1   | HC Plzeň               | 6 | 5 | 1  | 0  | 0 | 25 | 14 | +11 | 17 | Qualificate ai play-off |          | —   | 3–2 | 4–2 | 6–4 |
| 2   | HC Lugano              | 6 | 3 | 0  | 0  | 3 | 13 | 12 | +1  | 9  | Qualificate ai play-off |          | 2–3 | —   | 2–0 | 4–1 |
| 3   | JYP                    | 6 | 2 | 0  | 0  | 4 | 16 | 14 | +2  | 6  |                         |          | 2–6 | 0–1 | —   | 6–0 |
| 4   | HC '05 Banská Bystrica | 6 | 1 | 0  | 1  | 4 | 13 | 27 | −14 | 4  |                         | 2–3 (OT) | 5–2 | 1–6 | —   |     |

## Play-off
|  | Ottavi di finale    | Ottavi di finale    | Ottavi di finale |           |                  | Quarti di finale | Quarti di finale | Quarti di finale |  |                  | Semifinali | Semifinali | Semifinali |  |                  | Finale | Finale |  |
|  |                     |                     |                  |           |                  |                  |                  |                  |  |                  |            |            |            |  |                  |        |        |  |
|  |                     |                     |                  |           |                  |                  |                  |                  |  |                  |            |            |            |  |                  |        |        |  |
|  | Red Bull München    | 2                   | 2                |           |                  |                  |                  |                  |  |                  |            |            |            |  |                  |        |        |  |
|  | Zugo                | 3                   | 0                |           |                  |                  |                  |                  |  |                  |            |            |            |  |                  |        |        |  |
|  | Zugo                | 3                   | 0                |           | Red Bull München | 2                | 5†               |                  |  |                  |            |            |            |  |                  |        |        |  |
|  |                     |                     |                  |           | Red Bull München | 2                | 5†               |                  |  |                  |            |            |            |  |                  |        |        |  |
|  |                     | Malmö               | 1                | 5         |                  |                  |                  |                  |  |                  |            |            |            |  |                  |        |        |  |
|  | Malmö               | Malmö               | 1                | 5         | 4                | 1                |                  |                  |  |                  |            |            |            |  |                  |        |        |  |
|  | Malmö               |                     |                  |           | 4                | 1                |                  |                  |  |                  |            |            |            |  |                  |        |        |  |
|  | Berna               | 1                   | 0                |           |                  |                  |                  |                  |  |                  |            |            |            |  |                  |        |        |  |
|  | Berna               | 1                   | 0                |           |                  |                  |                  |                  |  | Red Bull München | 0          | 3          |            |  |                  |        |        |  |
|  |                     |                     |                  |           |                  |                  |                  |                  |  |                  | 0          | 3          |            |  |                  |        |        |  |
|  | Red Bull Salisburgo | 0                   | 1                |           |                  |                  |                  |                  |  |                  |            |            |            |  |                  |        |        |  |
|  | Red Bull Salisburgo | 0                   | 1                | ZSC Lions | 4                | 2                |                  |                  |  |                  |            |            |            |  |                  |        |        |  |
|  |                     |                     |                  | ZSC Lions | 4                | 2                |                  |                  |  |                  |            |            |            |  |                  |        |        |  |
|  | Oulun Kärpät        | 4                   | 3                |           |                  |                  |                  |                  |  |                  |            |            |            |  |                  |        |        |  |
|  | Oulun Kärpät        | 4                   | 3                |           | Oulun Kärpät     | 2                | 1                |                  |  |                  |            |            |            |  |                  |        |        |  |
|  |                     |                     |                  |           | Oulun Kärpät     | 2                | 1                |                  |  |                  |            |            |            |  |                  |        |        |  |
|  |                     | Red Bull Salisburgo | 3                | 1         |                  |                  |                  |                  |  |                  |            |            |            |  |                  |        |        |  |
|  | Dragons de Rouen    | Red Bull Salisburgo | 3                | 1         | 3                | 1                |                  |                  |  |                  |            |            |            |  |                  |        |        |  |
|  | Dragons de Rouen    |                     |                  |           | 3                | 1                |                  |                  |  |                  |            |            |            |  |                  |        |        |  |
|  | Red Bull Salisburgo | 3                   | 5                |           |                  |                  |                  |                  |  |                  |            |            |            |  |                  |        |        |  |
|  | Red Bull Salisburgo | 3                   | 5                |           |                  |                  |                  |                  |  |                  |            |            |            |  | Red Bull München | 1      |        |  |
|  |                     |                     |                  |           |                  |                  |                  |                  |  |                  |            |            |            |  |                  | 1      |        |  |
|  | Frölunda            | 3                   |                  |           |                  |                  |                  |                  |  |                  |            |            |            |  |                  |        |        |  |
|  | Frölunda            | 3                   | Kometa Brno      | 5         | 5                |                  |                  |                  |  |                  |            |            |            |  |                  |        |        |  |
|  |                     |                     | Kometa Brno      | 5         | 5                |                  |                  |                  |  |                  |            |            |            |  |                  |        |        |  |
|  | Tappara             | 1                   | 5                |           |                  |                  |                  |                  |  |                  |            |            |            |  |                  |        |        |  |
|  | Tappara             | 1                   | 5                |           | Kometa Brno      | 1                | 1                |                  |  |                  |            |            |            |  |                  |        |        |  |
|  |                     |                     |                  |           | Kometa Brno      | 1                | 1                |                  |  |                  |            |            |            |  |                  |        |        |  |
|  |                     | Frölunda            | 4                | 5         |                  |                  |                  |                  |  |                  |            |            |            |  |                  |        |        |  |
|  | Lugano              | Frölunda            | 4                | 5         | 1                | 4                |                  |                  |  |                  |            |            |            |  |                  |        |        |  |
|  | Lugano              |                     |                  |           | 1                | 4                |                  |                  |  |                  |            |            |            |  |                  |        |        |  |
|  | Frölunda            | 1                   | 5                |           |                  |                  |                  |                  |  |                  |            |            |            |  |                  |        |        |  |
|  | Frölunda            | 1                   | 5                |           |                  |                  |                  |                  |  | Frölunda         | 6          | 3          |            |  |                  |        |        |  |
|  |                     |                     |                  |           |                  |                  |                  |                  |  |                  | 6          | 3          |            |  |                  |        |        |  |
|  | Plzeň 1929          | 3                   | 1                |           |                  |                  |                  |                  |  |                  |            |            |            |  |                  |        |        |  |
|  | Plzeň 1929          | 3                   | 1                | Storhamar | 4                | 2                |                  |                  |  |                  |            |            |            |  |                  |        |        |  |
|  |                     |                     |                  | Storhamar | 4                | 2                |                  |                  |  |                  |            |            |            |  |                  |        |        |  |
|  | Skellefteå AIK      | 4                   | 3                |           |                  |                  |                  |                  |  |                  |            |            |            |  |                  |        |        |  |
|  | Skellefteå AIK      | 4                   | 3                |           | Skellefteå AIK   | 3                | 1                |                  |  |                  |            |            |            |  |                  |        |        |  |
|  |                     |                     |                  |           | Skellefteå AIK   | 3                | 1                |                  |  |                  |            |            |            |  |                  |        |        |  |
|  |                     | Plzeň 1929          | 3                | 2‡        |                  |                  |                  |                  |  |                  |            |            |            |  |                  |        |        |  |
|  | Bolzano             | Plzeň 1929          | 3                | 2‡        | 1                | 2                |                  |                  |  |                  |            |            |            |  |                  |        |        |  |
|  | Bolzano             |                     |                  |           | 1                | 2                |                  |                  |  |                  |            |            |            |  |                  |        |        |  |
|  | Plzeň 1929          | 6                   | 6                |           |                  |                  |                  |                  |  |                  |            |            |            |  |                  |        |        |  |

Legenda:
†: dopo i tempi supplementari
‡: dopo i tiri di rigore

## Finale
| Arbitri: | Mikko Kaukokari Mark Lemelin |

| |           |                                  |
| Fagemo (Genoway, Friberg) 10:32 Lasch (Lundqvist, Hjalmarsson) 24:16 Westerholm (Hjalmarsson, Lundqvist) 34:27 | Marcatori | 51:29 Ehliz (Seidenberg, Voakes) |